# پیتای دمگاه آبی
پیتای دمگاه آبی (نام علمی: Hydrornis soror) نام یک گونه از تیره پیتا است.
این گونه در کامبوج، جمهوری خلق چین، لائوس، تایلند و ویتنام حضور دارد. زیستگاه این جنگل‌های پست گرمسیری است.